# Квітневе (Білоцерківський район)
Квітне́ве —  село в Україні, у Сквирській міській громаді Білоцерківського району Київської області. Населення становить 250 осіб.
 
Колишня назва (до 1947 року) Казимирівка.

## Географія
Через село тече річка Домантівка, права притока Сквирки.

## Населення

### Мова
Розподіл населення за рідною мовою за даними перепису 2001 року:
| Мова       | Кількість | Відсоток |
| ---------- | --------- | -------- |
| українська | 246       | 98.4%    |
| російська  | 4         | 1.6%     |
| Усього     | 250       | 100%     |